# Оцано Таро
Оцано Таро (итал. Ozzano Taro) је насеље у Италији у округу Парма, региону Емилија-Ромања.
Према процени из 2011. у насељу је живело 1130 становника. Насеље се налази на надморској висини од 136 м.